# Remismund
Remismund (port/span. Remismundo) war ein suebischer König des Suebenreiches in Galicien in der zweiten Hälfte des 5. Jahrhunderts (464–469). Er soll der Sohn des Sueben-Königs Maldras (457–460) gewesen sein und gilt als der letzte chronologisch fassbare Sueben-König vor der quellenarmen Phase des Período Obscuro (etwa 470–550). Remismund ist möglicherweise mit seinem vermeintlichen Vorgänger Rechimund identisch.
In einigen Quellen wird für diese Zeit stattdessen Thorismund als König der Sueben bezeichnet. Möglicherweise handelt es sich dabei um Theoderich II., König der Westgoten (bis 466), der die Vorherrschaft über die Sueben erlangt hatte. Remismund war demnach zunächst nur Vasall der Westgoten.

## Remismund und Rechimund
Obwohl oder gerade weil sich fast alle Überlieferungen der Vorgänge seit den germanischen Invasionen auf der iberischen Halbinsel auf eine einzige Quelle, die Chroniken des römischen Bischofs Hydatius von Aquae Flaviae, berufen, streiten Historiker darüber, ob Remismund und sein vermeintlicher Vorgänger Rechimund (Requimundo, 460–464) identisch oder zwei voneinander verschiedene Herrscher waren. Möglicherweise hatten Kopisten nach Hydatius die beiden ähnlich klingenden Namen zu einer Person zusammengefasst, dies aber nicht konsequent bis zum Ende durchgehalten. Der gleiche Namenswechsel taucht auch bei der auf Hydatius basierenden Chronik des Isidor von Sevilla auf.

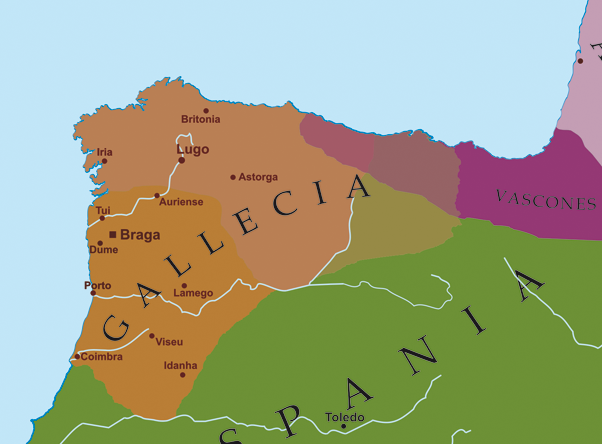
Das galicische Suebenreich während des Bürgerkriegs (456–464), Rechimund (Remismund) beherrschte den Norden

Zu Beginn des 5. Jahrhunderts waren im Zuge der Völkerwanderung Vandalen, Alanen und Sueben in die zum Weströmischen Reich gehörende Iberische Halbinsel eingedrungen. Rom musste sich der föderierten (verbündeten) Westgoten als Hilfstruppen bedienen, die zweimal intervenierten (415–418 und 455–460), um die Vandalen nach Nordafrika zu vertreiben, die Alanen zu vernichten und die Sueben nach Gallaecia (Galicien) im Nordwesten der Halbinsel zurückzudrängen. Formal wurde die römische Herrschaft nochmals wiederhergestellt, faktisch aber entstand eine römisch-westgotische Doppelherrschaft und die Sueben fielen unter westgotische Oberhoheit.
Nach dem Tod Aiulfs († 457), des westgotischen Militärgouverneurs im eroberten Sueben-Reich, erhoben sich die Sueben, kürten Maldras zu ihrem König und eroberten Porto sowie sogar Lissabon. Gegen Maldras führte der von einer anderen suebischen Fraktion erhobene König Framtas (457–458) einen innersuebischen Bürgerkrieg. Framtas soll Hydatius zufolge Maldras’ Bruder gewesen sein. Während Framtas die Hauptstadt Braga und den Süden Galiciens regierte, beherrschte Maldras den Norden Galiciens. Nach Framtas Ermordung († 459) scheint Maldras kurzzeitig die Sueben wiedervereint zu haben, ehe er 460 selbst ermordet wurde und zwischen seinen Nachfolgern erneut ein Bürgerkrieg ausbrach. In Braga herrschte Frumarius (und hielt dort Hydatius gefangen); in Orense und Lugo (wo die römische Bevölkerung Opfer eines suebischen Pogroms wurde) herrschte Rechimund (Remismund?). Lissabon war zunächst wieder verlorengegangen.
Unterschiedliche Quellen gaben gegensätzliche Auffassungen wieder:
- Remismund/Rechimund und Frumar waren Söhne des Maldras
- Frumiar war kein rivalisierender Bruder, sondern ein Rebell/Gegenkönig gegen Remismund/Rechimund
- Der Name des Frumar lässt eine Vaterschaft Framtas möglich erscheinen
- Rechimund war ein Sohn bzw. Nachfolger des Framtas und nicht identisch mit Remismund

## Remismund und Theoderich II.

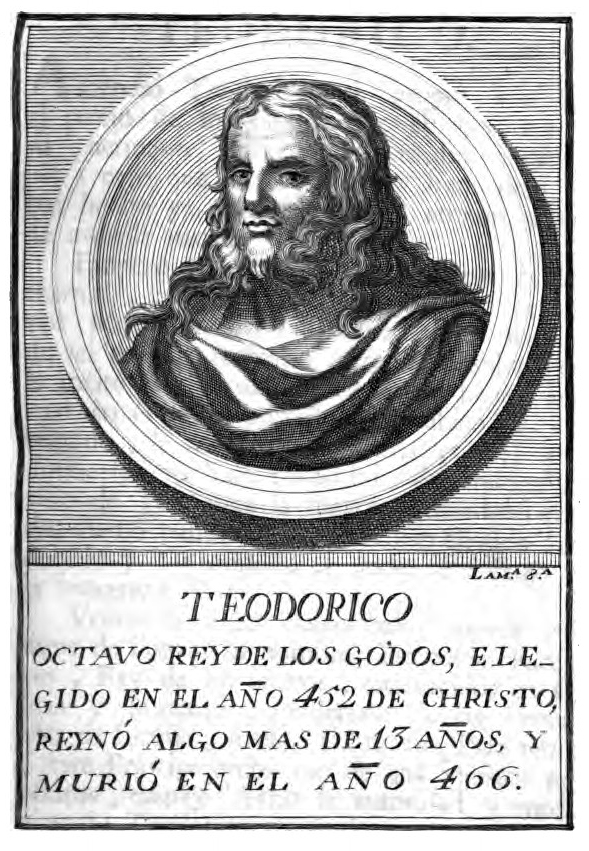
Remismunds Protegé und Schwiegervater Theoderich II.

Remismund (Rechimund?) setzte auf westgotische Hilfe, schickte Emissäre zu König Theoderich II. und heiratete eine westgotische Prinzessin (möglicherweise eine Tochter Theoderichs, zumindest aber wohl eine Verwandte). Nach Frumiars (bzw. Rechimunds?) Tod (†464) konnte sich Remismund schließlich als Alleinherrscher aller Sueben durchsetzen. Der Preis für die westgotische Anerkennung war ein westgotisch-suebisches Bündnis, und unter dem Einfluss des von Theoderich entsandten Missionars Ajax konvertierte Remismund spätestens 466 vom katholischen zum arianischen Christentum. Aus Galicien, Lusitanien und der Baetica zog Theoderich den Großteil der westgotischen Truppen ab, um die westgotische Position in Gallien (Toulouse) zu festigen und auszubauen.

## Remismund und Lusidius
Nach der Ermordung Theoderichs († 466) durch Eurich agierte Remismund wieder unabhängig von den Westgoten, das westgotisch-suebische Bündnis zerbrach ebenso wie das westgotisch-römische Bündnis. Da Eurich aber damit beschäftigt war, den römischen Kaiser Anthemius zu bekriegen und Gallien zu erobern, schien er zunächst bereit, Remismunds Expansion in Galicien und Lusitanien zu tolerieren.
Die Sueben konzentrierten sich dabei zunächst mehr auf die Plünderung der umliegenden römischen Siedlungen als auf deren dauerhafte Beherrschung. Dabei gerieten sie vor allem in Asturien, aber auch in Astorga und Palencia sowie in Saragossa und Pamplona mit den Westgoten aneinander, die ähnliche Absichten verfolgten. Im Wettlauf mit Eurich um die Reste des römischen Gebiets auf der Halbinsel besetzte Remismund 467 oder 468 Conimbriga, die römische Bevölkerung wurde verschleppt oder flüchtete und gründete stattdessen Coimbra. Angesichts der Wahl zwischen plündernden und zerstörenden Sueben und plündernden und zerstörenden Westgoten schienen den Römern der Region die Sueben das kleinere Übel zu sein. Mit Billigung der lokalen römischen Bevölkerung übergab der römische Gouverneur und Befehlshaber der Stadtmiliz Lissabons, Lusidius, 468 oder 469 die Stadt an die Sueben, um sie nicht in westgotische Hände fallen zu lassen. Das bewahrte Lissabon zwar nicht vor der Plünderung durch die Sueben, seine Einwohner aber vor Ermordung, Verschleppung oder Vertreibung. Lusidius, der faktisch kaum eine andere Wahl hatte, wurde von nachfolgenden Chronisten zu Unrecht als „Verräter“ bezeichnet.
Alarmiert durch den Fall Lissabons verstärkten die Westgoten ihre Truppen in Lusitaniens Hauptstadt Emerita Augusta (Mérida), eroberten endgültig Saragossa und Pamplona und verwüsteten die suebisch beherrschten römischen Gebiete Asturiens. Im Bemühen um ein suebisch-römisches Bündnis gegen die Westgoten entsandte Remismund 469 den Römer Lusidius zu Kaiser Anthemius, doch von weströmischer Seite war nach den gescheiterten Feldzügen gegen die Vandalen (468 und 470) und angesichts mehrerer Niederlagen gegen Eurich keine Hilfe mehr zu erwarten. Im Gegenzug verdrängte Eurich ab 470 die Sueben aus Lusitanien. Anthemius (†472) wurde nach der Eroberung Roms durch Ricimer getötet, doch nur zwei Monate später starb auch Ricimer. (Ricimer soll ein Sohn des Sueben-Königs Rechiar und Enkel des Westgoten-Königs Wallia gewesen sein.)

## Período Obscuro
Unmittelbar nach der Entsendung des Lusidius endet die Chronik des Hydatius plötzlich, jäh und abrupt vermutlich mit dem Tod des Chronisten 469. Über die auf Remismund folgenden Sueben-Könige konnte Hydatius nicht mehr berichten, und auch Isidor, der es hätte tun können, ignorierte sie offenbar wegen ihres vermeintlich ketzerischen arianischen Glaubens. Wann und wie Remismund gestorben und wann kurz darauf Lissabon an die Westgoten gefallen war (zwischen 472 und 475?), liegt daher im Dunkeln. Zwischen Remismund und König Theodemund (um 550) klafft eine rund 80-jährige Lücke in der Geschichtsschreibung. Diese Epoche der Geschichte Galiciens und Portugals wird daher als „dunkle Epoche“ bzw. Período Obscuro bezeichnet. Zahlreiche Dokumente, Quellen und Chroniken wurden während der römisch-suebisch-westgotischen Kämpfe vernichtet oder verschwanden, ein Großteil der wenigen noch erhalten gebliebenen Abschriften dürfte schließlich beim Erdbeben von 1755 verbrannt sein.